# Natalia Estemírova
Natalia Jusaínovna Estemírova (28 de febrero de 1958-15 de julio de 2009) fue una activista pro derechos humanos rusa, ganadora de premios, quien era miembro de la junta de la organización rusa Memorial que trabaja a favor de los derechos humanos.

## Biografía
Nacida en la Óblast de Sverdlovsk de Rusia de padres chechenos. Se graduó en historia en la Universidad de Grozni y enseñó historia en una escuela secundaria local hasta 1998. En 1991, trabajó como corresponsal para el periódico local "La Voz del trabajador" en Grozny. Mientras trabajaba en la televisión en Grozni, filmó trece documentales cortos sobre las víctimas de las prácticas punitivas en Rusia. Participó en la Organización por los presos en campos de concentración como secretaria de prensa. Siendo viuda de un policía checheno, reunió datos sobre violaciones a los derechos humanos desde el comienzo de la segunda guerra chechena en 1999, dejando a su hija en Ekaterimburgo con sus familiares. En el año 2000, se convirtió en representante por Movimiento de Derechos Humanos en su nativo Grozni. Visitó muchos hospitales en Chechenia e Ingushetia, filmando a los niños víctimas de la guerra y mostrándolos en cientos de fotografías.
Recibió el Premio Right Livelihood en una ceremonia en el edificio del parlamento sueco en 2004. Junto con Serguéi Kovalyov, presidente de la asociación Memorial, fue galardonada con la Medalla Robert Schuman del Grupo del Partido Popular Europeo en 2005. En octubre de 2007, fue galardonada con el primer Premio Anna Politkóvskaya por llegar a todas las mujeres durante la guerra, por una organización de derechos humanos que apoya a las mujeres defensoras de los derechos humanos en la guerra y el conflicto. Estemírova trabajó como periodista investigadora Anna Politkóvskaya y el abogado de derechos humanos Stanislav Markélov, quienes también fueron asesinados, en 2006 y 2009, respectivamente.

## Asesinato
El 15 de julio de 2009 alrededor de las 8.30 a. m., Estemírova fue secuestrada de su casa en Grozni (Chechenia), en un momento en que estaba trabajando en casos "extremadamente sensibles" de abusos contra los derechos humanos en Chechenia, por personas desconocidas. Dos testigos afirmaron haber visto que Estermírova fue empujada al interior de un automóvil, mientras gritaba que estaba siendo secuestrada. A las 4.30 p. m., fue encontrada con heridas de bala en la cabeza y el tórax en una zona boscosa a unos cien metros de la carretera federal Autopista M29 Cáucaso, cerca del pueblo de Gazi-Yurt, Nazrán (Ingusetia).

## Funeral
Fue enterrada siguiendo la tradición islámica antes del atardecer del jueves, en un cementerio de su pueblo ancestral, Koshkeldy, en el distrito checheno de Gudermes".
Unas 150 personas asistieron a la vigilia que se celebró en la Plaza Pushkin de Moscú pasados nueve días del asesinato, de acuerdo con la tradición de la Iglesia Ortodoxa Rusa. Finalizada la ceremonia, la Policía detuvo al organizador, Víctor Sotirko. Se lo mantuvo retenido por dos horas acusado de perturbar la paz. La Policía dijo que sólo 30 personas habían recibido la autorización para asistir, pero que se habían presentado muchas más.

## El caso de Natalia Estemírova en el TEDH
El 31 de agosto de 2021, el Tribunal Europeo de Derechos Humanos (TEDH) condenó a Rusia por no realizar una investigación adecuada del secuestro y posterior asesinato de la activista Natalia Estemírova. El TEDH ha dado la razón a la hermana de la activista, Svetlana Estemirova, que llevó el caso ante el TEDH, al considerar que el Estado ruso incurrió en varias violaciones del Convención Europea de Derechos Humanos, razón por la cual ordena un pago de 20.000 euros a la parte demandante en concepto de daños.

## Artículos
- Estemirova, Natalia (4 de octubre de 2007). «The Courage of Anna Politkovskaya». The Nation (22 de octubre de 2007). Archivado desde el original el 20 de julio de 2009. Consultado el 16 de julio de 2009.
- Chechnya Stricken by ТВ, Institute for War and Peace Reporting: Caucasus Reporting Service 180, 22 de mayo de 2003
- Chechnya: Amnesty Fails to Inspire, Institute for War and Peace Reporting: Caucasus Reporting Service 191, 14 de agosto de 2003
- con Aslambek Badilayev: Grozny Returnees Remain Penniless, Institute for War and Peace Reporting: Caucasus Reporting Service 237, 9 de junio de 2004
- con Musa Musayev: Chechnya: Fleeing Villagers Protest, Institute for War and Peace Reporting: Caucasus Reporting Service 293, 30 de junio de 2005